# كأس السوبر الإسباني 2015
كأس السوبر الإسباني لكرة القدم 2015 هي بطولة أقيمت منافساتها بين ناديي برشلونة وأتلتيك بيلباو في مباراتي ذهاب وإياب، مباراة الذهاب أقيمت يوم 14 أغسطس 2015 على ملعب سان ماميس في مدينة بلباو وفاز فيها أتلتيك بيلباو 4-0 ، أما مباراة الإياب فأقيمت يوم 17 أغسطس 2015 في ملعب كامب نو في برشلونة، وانتهت بالتعادل 1-1، ليفوز أتلتيك بيلباو بمجموع 5-1 ويظفر بالكأس للمرة الثالثة في تاريخه.

## مسيرة الفريقين قبل الوصول للنهائي
فاز برشلونة بلقب الدوري الإسباني 2014-2015، أما أتلتيك بلباو فكان وصيف بطولة كأس ملك إسبانيا 2014-2015، فتأهل الفريقان إلى البطولة.

## مباراة الذهاب
مدرب نادي برشلونة في البطولة هو الإسباني لويس إنريكه، أما أتلتيك بيلباو فمدربه في البطولة هو الإسباني إيرنيستو فالفيردي.
فاز أتلتيك بيلباو على برشلونة في مباراة الذهاب بأربعة أهداف مقابل لا شيء. في الدقيقة الرابعة عشرة، ارتكب حارس برشلونة الألماني مارك أندريه تير شتيغن خطأ حيث خرج من مرماه وأبعد الكرة برأسه وذهبت باتجاه اللاعب ميكيل سان خوسيه الذي سدد كرة قوية نحو المرمى مسجلا الهدف الأول لفريق أتلتيك بيلباو. حاول برشلونة العودة في النتيجة لكن لم يستطع إحراز هدف، في الوقت بدل الضائع من الشوط الأول سدد الأرجنتيني ليونيل ميسي ركلة حرة مباشرة من مكان قريب من منطقة الجزاء تصدى لها حارس أتلتيك بلباو الإسباني غوركا إرايزوز لينتهي بذلك الشوط الأول بنتيجة 1-0 لأتلتيك بلباو.
في الشوط الثاني استغل بيدرو رودريغز خطأً من المدافع الفرنسي أيميريك لابورتي في الدقيقة 50 وسدد كرة قوية ارتطمت بالعارضة، بعدها بدقيقة واحدة حاول ميسي وسدد أرضية استطاع الحارس فرنانديث التصدي لها. في الدقيقة 53 راوغ سابين ميرينو المدافعَ دانييل ألفيس وسدد كرة عرضية نحو الإسباني أريتز أدوريز الذي سدد رأسية نحو المرمى مسجلا الهدف الثاني لأتلتيك بلباو.
استمر اللقاء مع ضغط شديد من فريق أتلتيك بيلباو وتسجيل الهدف الثالث استغلالا لخطإ دفاعي من أدريانو ودانييل ألفيس في الدقيقة 62 حيث استلم أريتز أدوريز الكرة وسدد كرة قوية نحو الجهة اليمنى من المرمى فسجل الهدف الثالث لأتلتيك بلباو. خلال ركنية، ارتكب دانييل ألفيس خطأ داخل منطقة الجزاء أدى إلى ركلة جزاء، سددها أدوريز على يمين المرمى في حين ارتمى الحارس تير شتيغن يسارا فأحرز الهدف الرابع في الدقيقة 68. حاول برشلونة أن يعود في النتيجة في ما تبقى من الوقت، لكنه لم ينجح في اختراق دفاعات أتلتيك بيلباو إلى حين صفر الحكم معلنا نهاية المباراة.

### التفاصيل
| أتلتيك بيلباو                                | 4–0   | برشلونة |
| -------------------------------------------- | ----- | ------- |
| سان خوسيه 13' · أدوريز 53'، 60'، 67' (ركلة.) | تقرير |         |

## مباراة الإياب
تعادل الفريقان في مباراة الإياب بنتيجة 1–1، سجل الأرجنتيني ليونيل ميسي الهدف الأول لبرشلونة في الدقيقة 43 بعد أن استلم الكرة من الأوروغواياني لويس سواريز بعد عرضية من الكرواتي إيفان راكيتيتش. في الشوط الثاني، تحديداً في الدقيقة 55، اعترض المدافع الإسباني جيرارد بيكيه على الحكم لعدم احتسابه تسللاً لصالح برشلونة، فتلقى على إثرها بطاقة حمراء فخرج من الملعب فشكل ذلك ضربة قوية لنادي برشلونة، وأدى إلى ضعف شديد في دفاع الفريق.
في الدقيقة 74 استقبل الإسباني أريتز أدوريز الكرة في منطقة الجزاء دون إيجاده رقابة، ليسددها وتصطدم بالحارس التشيلي كلاوديو برافو ثم يسددها مرة أخرى بهدوء محرزا هدفا لأتلتيك بيلباو. تم استبدال الإسباني كيكي سولا بأريتز أدوريز وبعدها بفترة قصيرة تدخل بشكل عنيف على الأرجنتيني خافيير ماسكيرانو فخرج من الملعب ببطاقة حمراء. لم يؤثر ذلك على أتلتيك بيلباو الذي تصدى للعديد من هجمات برشلونة، لتنتهي المباراة بالتعادل وفوز أتلتيك بلباو باللقب بمجموع 5–1.

### التفاصيل
| برشلونة  | 1–1   | أتلتيك بيلباو |
| -------- | ----- | ------------- |
| ميسي 44' | تقرير | أدوريز 75'    |